# Nha fala
Nha fala és una pel·lícula de ficció dirigida per Flora Gomes el 2002. És una coproducció entre França, Luxemburg i Portugal.

## Argument
Vita es prepara per deixar el seu poble de Guinea Bissau per anar a estudiar a París. Abans de la seva partida, la seva mare li recorda la maledicció ancestral que pesa sobre les dones de la seva família: els està prohibit cantar, sota pena d'ésser copejades per la mort. A París, Vita cau enamorada de Pierre, un jove músic. Una nit, es deixa portar a cantar. Vita s'aterreix del que acaba de fer. Però, Pierre queda esglaiat pel seu talent. Animada per ell, ella enregistra un disc i es converteix en una vedet.

## Repartiment
- Fatou N'Diaye: Vita
- Jean-Christophe Dollé: Pierre
- Ângelo Torres: Yano
- Bia Gomes: la mare de Vita
- Jorge Quintino Biague: Mito el boig
- Carlos Imbombo: Caminho
- François Hadji-Lazaro: Bjorn
- Danièle Évenou: la mare de Pierre
- Bonnafet Tarbouriech: el pare de Pierre

## Premis
- Premi Arc de Sant Martí, Mostra de Venècia, 2002.
- Premi Llanterna Màgica, Mostra de Venècia 2002.
- Premi Amiens Metropole, Festival Amiens 2002.
- Gran Premi Signis, Festival Amiens 2002.
- Premi UEMOA, FESPACO 2003.
- Gran Premi Vues d'Afrique, Montreal 2004.